# Streaming-Format
Als Streaming-Format bezeichnet man spezielle Dateiformate für Streaming Media.
Bei den Multimedia-Formaten handelt es sich in der Regel um Container für diverse mit Streaming-Codecs komprimierte Formate, daher ist die Abgrenzung zwischen Codec und Dateiformat nicht immer klar.

## Wichtige Streaming-Formate
Die meisten proprietären Streaming-Player unterstützen nur die jeweils hauseigenen Formate, während viele freie, d. h. quelloffene, Player diverse Formate unterstützen. Der VLC media player kann beispielsweise – zumindest teilweise – die Formate Ogg, ASF, QuickTime, AVI u. a. lesen.

### Freie Formate
- Xiph.org/Ogg-Projekt (Open Source)
  - Audio: Vorbis (Ogg)
    - Sprache: Speex (SPX)

  - Video: Ogg Media (OGM), dasselbe Datenformat wie Ogg, wurde als Dateierweiterung eingeführt, um Filme von reinen Audio-Dateien unterscheiden und sie entsprechend von unterschiedlichen Programmen öffnen lassen zu können; Theora
- Matroska

### Proprietäre Formate
- Apple:
  - Audio und Video: QuickTime (QT, MOV oder AVI)
- Microsoft:
  - Audio: Windows Media Audio (WMA)
  - Video: Windows Media Video (WMV)
  - Meta-Dateiformate: Advanced Streaming Format (ASF)
- RealNetworks:
  - RealMedia
    - Audio: RealAudio (RA)
    - Video: RealVideo (RV)
    - Meta-Dateiformate (RAM und RPM)

## Streaming-Datentypen
Die speziellen Streaming-Datentypen sind relativ einfach aufgebaut.
Beispiel: Aufbau einer ASF-Datei:
| File Properties Object     |
| Stream Properties Object 1 |
| …                          |
| Stream Properties Object n |
| <OtherHeader Objects>      |

| Data Unit |
| …         |
| Data Unit |